# Esteban Edward Torres
Esteban Edward Torres (ur. 27 stycznia 1930 w Miami, zm. 25 stycznia 2022 w Miami) – amerykański polityk, członek Partii Demokratycznej.

## Działalność polityczna
W okresie od 3 stycznia 1983 do 3 stycznia 1999 przez osiem kadencji był przedstawicielem 34. okręgu wyborczego w stanie Kalifornia w Izbie Reprezentantów Stanów Zjednoczonych.